# آماردیان

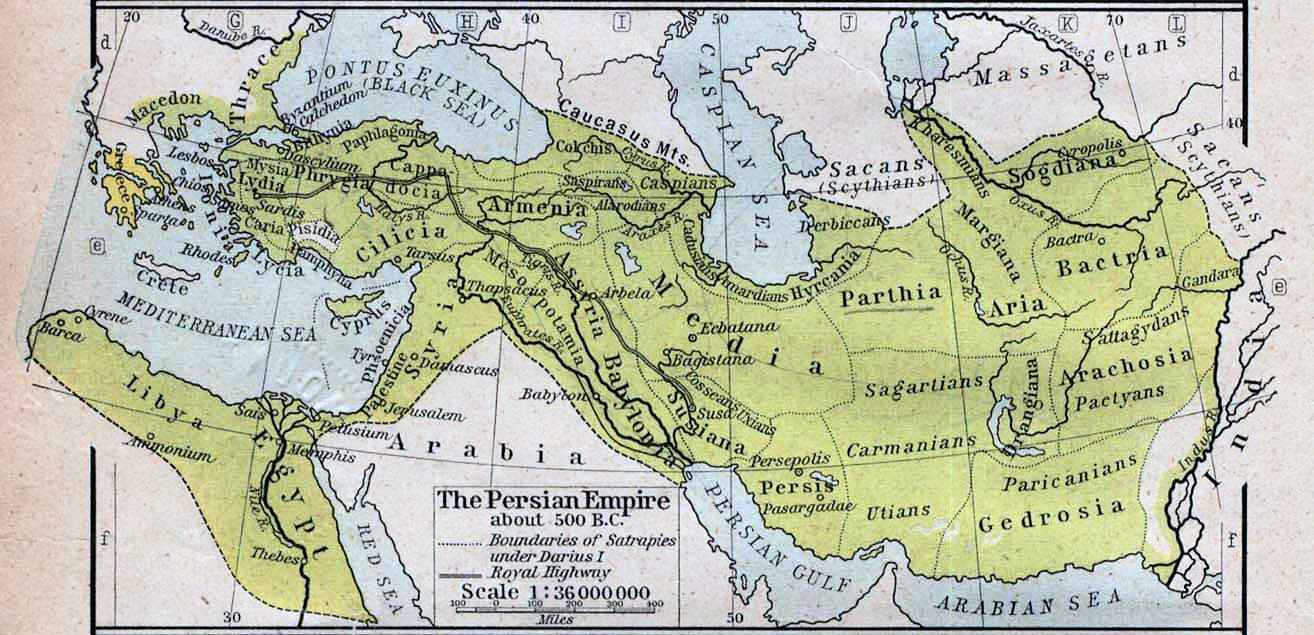
آماردیان در شاهنشاهی هخامنشی در (۵۰۰ پ. م)

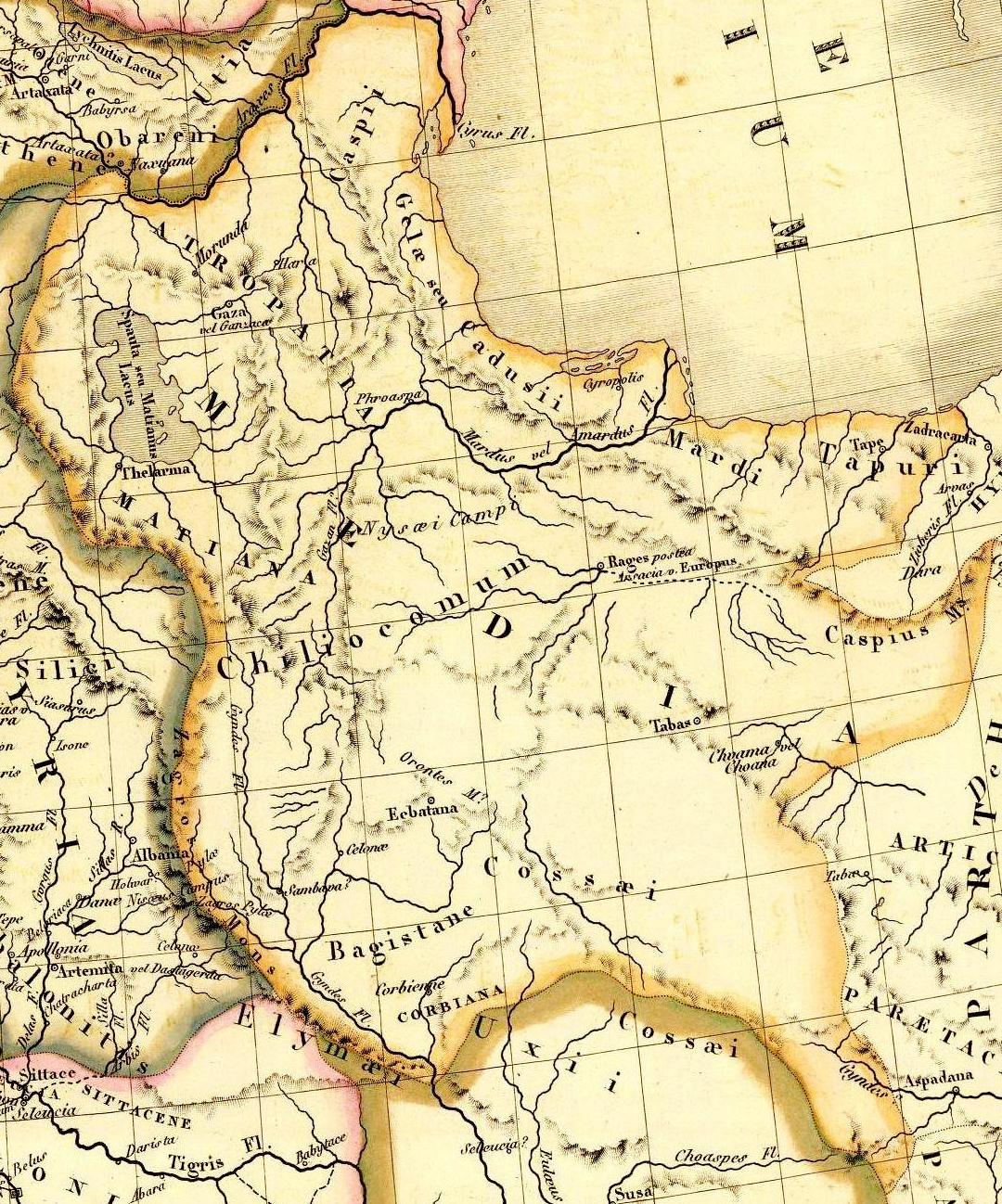
موقعیت آماردها از سفیدرود تا رود دوهزار-سه هزار تنکابن

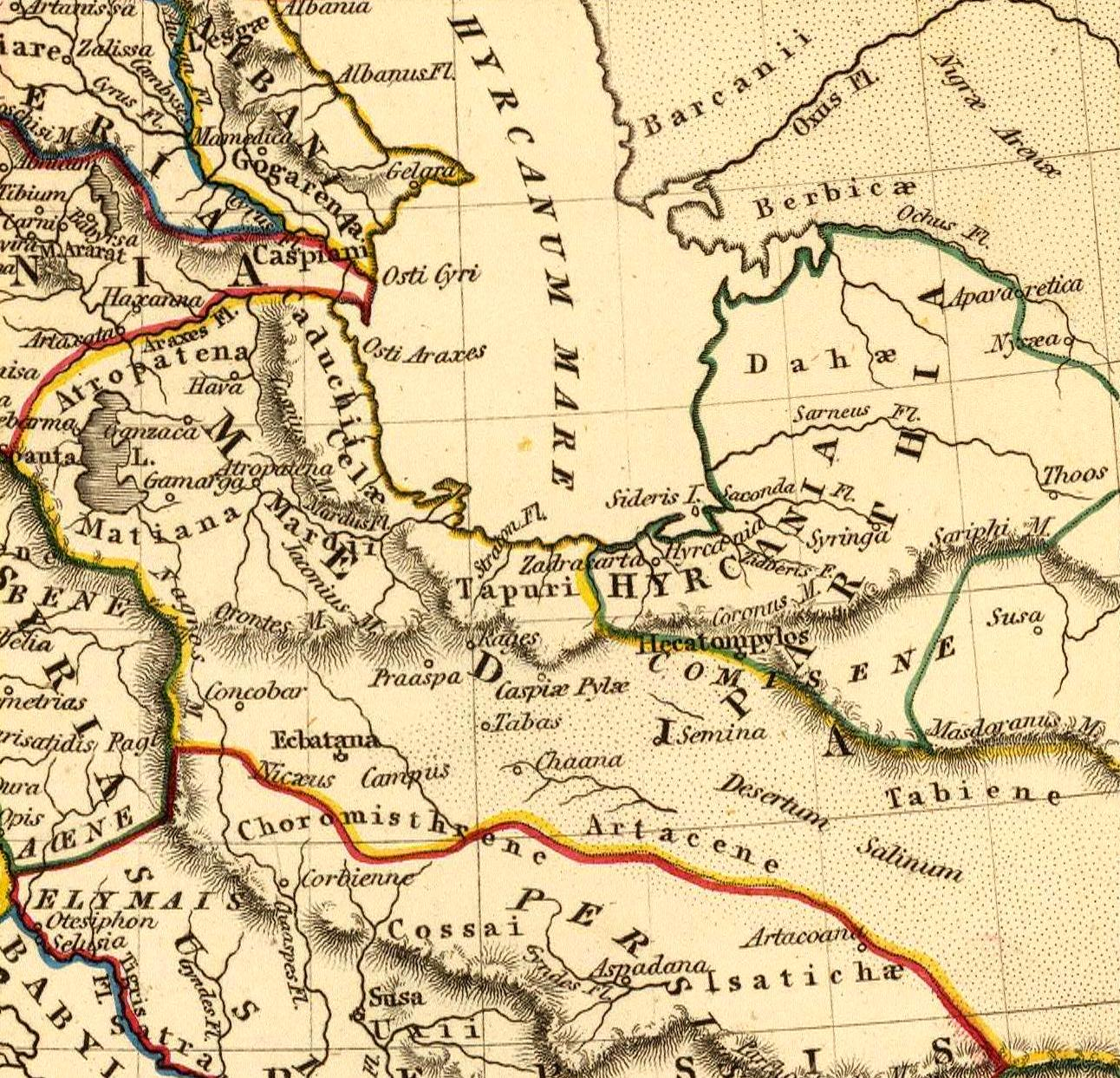
موقعیت آماردها در قرن دوم پ.م. در شرق رود قزل‌اوزن

آمارد یا مارد (به زبان سکایی: آمارد، Āmārd؛ به زبان پهلوی اشکانی: آمویی، Āmui)، نام یک دسته از مردم ایرانی‌تبار باستانی است که به مردمان داهه و سکایی و پارسی پیوند داده شده است. هرودوت از قبیله مارد (mardes) در کنار دائی‌ها (daens)، دروپیک‌ها (dropiques)، و ساگارتی‌ها (sagarties) به عنوان پارس‌های کوچ‌نشین و بیابان‌گرد یاد کرده است. پلینیوس مورخ یونانی محل آماردها را قسمت شرقی مارگیانا شناسایی کرده است. استرابون به این قوم در جنوب دریای کاسپین اشاره نموده است. به گزارش دانشنامه ایرانیکا فرهاد یکم اشکانی (۱۷۶–۱۷۱ پ. م) با هدف گسترش کنترل اشکانیان بر البرز و گسترش جاده شرق به غرب ماد، سرزمین آمارد را فتح کرد. این موفقیت با الحاق قبلی هیرکانی به پادشاهی اشکانیان آماده شده بود. فرهاد اول اشکانی آماردی‌ها را در خاراکس (گرمسار)، در نزدیکی گذرگاه دروازه‌های کاسپین که ماد را به پارت متصل می‌کند، ساکن کرد. احتمالاً وظیفه مهاجران تأمین امنیت جاده بوده است. به گفته ویلفرد مادلونگ، تات های تپوری که در ابتدا در قسمت جنوب شرقی منطقه زندگی می‌کردند، در اوایل تحت تسلط هخامنشیان قرار گرفتند، بنا به نوشته مورخان تات ها و گالش ها تنها بازمانده قوم منقرض شده تپوری هستند.آماردها توسط اسکندر مقدونی و بعداً توسط پارتیان شکست خوردند و در قرن دوم پ. م آن‌ها را در اطراف ری اسکان دادند. قلمرو سابق آماردها توسط تپورها اشغال شده بود. بطلمیوس در ناحیه شرق دیلم در ساحل دریای خزر تنها از تپورها یاد می‌کند. دیلم بخش کوهستانی گیلان بود. به گفته واسیلی بارتلد تپورها در قسمت جنوب شرقی ولایت سکونت داشتند و در قید اطاعت هخامنشیان درآمده بودند و آماردها مغلوب اسکندر مقدونی و بعد مغلوب اشکانیان شدند و اشکانیان در قرن دوم ق. م آن‌ها را در حوالی ری سکونت دادند و اراضی سابق آماردها به تصرف تپورها درآمد و بطلمیوس در شرح دیلم یعنی قسمت شرقی گیلان در ساحل بحر خزر این موضوع را ذکر کرده است. به گفته یحیی ذکا، در کتاب «کاروند کسروی»، آماردان یا ماردان، در زمان لشکرکشی اسکندر مقدونی به ایران، این تیره در مازندران زندگی می‌کردند، و آن هنگام هنوز تپوران به آنجا نیامده بودند ولی سپس، چنان‌که از گفته‌های استرابو پیداست، در آذربایجان و ارمنستان و پارس و دیگر جاها پراکنده شده‌اند. به گفته مجتبی مینوی قوم آمارد و قوم تپوری در سرزمین مازندران می‌زیستند و تپورها در ناحیه کوهستانی مازندران و آماردها در ناحیه جلگه‌ای مازندران سکونت داشتند. که نام آمل نیز از آمارد برگرفته شده است. در سال ۱۷۶ ق. م فرهاد اول اشکانی قوم آمارد را به ناحیه خاراکس کوچاند و تپورها تمام ناحیه مازندران را فرو گرفتند و تمام ولایت به اسم ایشان تپورستان نامیده شد.

## تاریخچه

### گزارش منابع کلاسیک
هرودوت از قبیله مارد (mardes) در کنار دائی‌ها (daens)، دروپیک‌ها (dropiques)، و ساگارتی‌ها (sagarties) به عنوان پارس‌های کوچ‌نشین و صحراگرد یاد کرده است.
هرودوت، در کتاب «هیستوریای»، در زمینهٔ پرداخت‌های ساتراپ‌های امپراتوری هخامنشی به داریوش، از مردمان موشی (moschie)، تیبارین (تپور) (tibarenie)، ماکرون (macrones)، موزیکان (mossynoekie)، و مار (آمارد) (mares) در ساتراپ نوزدهم نام برده است.
پلینیوس مورخ یونانی محل آماردها را قسمت شرقی مارگانیا شناسایی کرده است.
استرابون(۶۳ ق. م) از اقوام آمارد در کنار اقوام تپوری و کادوسی به عنوان اقوام کوهستان نشین در شمال کشور یاد می‌کند. استرابو می‌نویسد: تمام مناطق این کشور به استثنای بخشی به سمت شمال که کوهستانی و ناهموار و سرد است و محل زندگی کوهنشینانی به نام کادوسی (Cadusii) و آماردی (Amardi) و تپوری (Tapyri) و سایر مردمان دیگراست، حاصلخیز است.
استرابون اقوام ساکن در حاشیه جنوبی دریای خزر و غرب هیرکانی را بدین گونه نام می‌برد: تپورها (Tapyri) بین هیرکانی‌ها و آریایی‌ها زندگی می‌کنند و در یک مدار در اطراف دریا پس از هیرکانی‌ها (Hyrcanins)، آماردی‌ها (Amardi) و آناریاکه (Anariacae) و کادوسی‌ها (cadusi) و آلبانی‌ها (albani) و کاسپی‌ها (Caspii) و ویتی‌ها(viti) و شماری دیگر از مردمان، تا جایی که به سکاها (scythians) می‌رسیم و از سوی دیگر به سرزمین هیرکانی (شمال هیرکانی) دربیک‌ها (Derbices) هستند…
استرابون گروهی از ماردی‌ها را ساکن زاگرس مرکزی در نزدیکی قوم پارس، الیمایی، کاسایی، اوکسی و شوشی می‌داند و می‌نویسد: در آنجا چهار قوم راهزن وجود داشت و پس از پارسیان ماردی‌ها قرار داشتند و اوکسی‌ها و الیمایی پس از ماردی‌ها و شوشی‌ها و کاسایی‌ها پس از مادها و با آنکه هر چهار قوم از شاهان باج سبیل می‌گرفتند آنگاه که شاه از اکباتانا (همدان) عازم بابل می‌شد می‌بایست به برای کاسایی‌ها هدایایی بفرستد.
بطلمیوس به آماردها در کنار قوم آناریاکه اشاره می‌کند.
ایزیدور خاراکسی به اقوام آمارد در رشته کوه البرز اشاره می‌کند که در زمان فرهاد اشکانی به خاراکس (گرمسار) کوچانده شدند. ایزیدور خاراکسی می‌نویسد: ماردی‌ها مردم فقیری در رشته کوه‌های البرز بودند که فرهاد اول آن‌ها را شکست داد و آن‌ها را مطیع خود ساخت. فرهاد اول ماردی‌ها را در خاراکس اسکان داد.
پُمپُنیوس مِلا قلمرو آماردی‌ها را در نزدیکی خلیج سکایی (Scythicus Sinus) در شرق دریای کاسپین و جنوب مصب آمودریا تعیین کرده است.

### ماردها در عصر هخامنشیان
آریان مورخ یونانی به ماردهای زاگرس در سپاه هخامنشی اشاره کرده است. این گروه از ماردها به عنوان تیرانداز در نبرد گوگمل حضور داشتند.
آریان مورخ یونانی ترکیب سپاه هخامنشی در جنگ گوگمل را چنین آورده است: باختری‌ها، سغدی‌ها و هندی‌های مجاور باختر به فرماندی بسوس والی باختر بودند. ساک‌ها که از سکاهای آسیایی و مستقلند ولی متحد داریوش می‌باشند و تحت فرماندهی ماباسس هستند. هندی‌های کوهستان تحت فرماندهی برسائت والی رخج بودند.
سوارهای پارتی، هیرکانی و تپوری تحت فرماندهی فراتافرن بودند. مادی‌ها، کادوسی‌ها و سکاها تحت فرماندهی آتروپات بودند. سکنه دریای سرخ را اُرُن‌توبات و آریوبرزن و اکسی‌نِس اداره می‌کردند. بر شوشی‌ها و اوکسیان اُگزاتر پسر آبولیتاس ریاست داشت و بر بابلی‌ها، سی‌تاکیان و بر کاریان، بوپار ریاست داشت. ارمنی‌ها به سرداری اُرونت و میثروس‌تِس بودند و کاپادوکی‌ها به سرداری آری‌آرسِس بودند و سل سوریان و بین‌النهرینی‌ها به فرماندهی مازه والی بابل بودند.
آریان در مورد آرایش جنگی چنین آورده است: در جناح چپ سواره نظام غربی و دهایی و رخجی صف بسته بودند و نزدیک آن سواره نظام و پیاده‌نظام پارسی که با هم مخلوط بودند. در جناح راست سل سوریان، اهالی میانرودان، مادی‌ها، پارتی‌ها، سکاها و پس از آن تپورها و هیرکانی‌ها ایستاده بودند. در قلب، داریوش با تمام خانواده و نجبای ایران قرار گرفته بود و هندی‌ها و کاریان و آناپاست‌ها و تیراندازان آمارد در اطراف او بودند.

### نبرد آماردها و تپورها با اسکندر
کوینت کورس می‌نویسد: در همسایگی هیرکانیا مردمی می‌زیستند که موسوم به ماردها بودند. این‌ها حاضر نشدند رسولانی نزد اسکندر فرستاده و تمکین کنند. این قضیه بسیار به اسکندر گران آمد و گفت: خیلی غریب است که یک مشت مارد نمی‌خواهند مرا فاتح بدانند. پس از آن از قشون خود عده ای از سپاهیان زبده برداشته و قصد ماردها حرکت کرد و در طلیعه صبح مقابل آن‌ها پدید آمد. ماردها بلندی‌ها را اشغال کرده بودند و اسکندر پس از جنگ آن‌ها را از مواقعشان براند. بر اثر این احوال آن‌ها به داخل مملکت خود عقب نشستند و دهات همجوار به دست مقدونی‌ها افتاد. ولی پس از آن حرکت قشون مقدونی به درون ولایت آن‌ها دچار مشکل گردید، توضیح آنکه جنگل‌های وسیع و کوه‌های بلند در اینجا زیاد بود و بومی‌ها جلگه‌ها را هم با استحکاماتی سد کرده بودند.
کوینت کورس این استحکامات را چنین شرح می‌دهد: تپورها مخصوصاً (به عمد) درختان را خیلی نزدیک به هم کاشته‌اند. پس از آنکه این درخت‌ها قدری نشو و نما کرد، ماردها جوانه‌های درختان را با دست در خاک فرو می‌برند و هر یک از جوانه‌ها جوانه‌های دیگری را بیرون می‌دهد ولی تپورها نمی‌گذارند جوانه‌ها به‌طور طبیعی برویند بلکه آن‌ها را بهم نزدیک کرده گره می‌زنند و بعد این ترکه‌ها دارای برگهای ضخیم می‌گردد تمام این زمین را فرو می‌گیرد. بدین ترتیب از جوانه‌ها و شاخ و برگ‌های آن‌ها دامی مانند تور ایجاد شده تمام راه را مسدود می‌دارد. برای حرکت قشون اسکندر چاره ای جز استعمال تبر نبود ولی آن هم در مقابل سختی درختان که از گره‌های زیاد و از شاخه‌های درهم دویده حاصل شده بود به کار نمی‌آمد.
از طرف دیگر تپورها در پناه استحکامات خود به مقدونی‌ها باران تیر می‌باریدند. بالاخره اسکندر امر کرد که این جنگل‌ها را از هر طرف احاطه کنند و اگر روزنه‌ای یافتند حمله برند. مقدونی‌ها چنین کردند و چون محل را نمی‌شناختند اغلب مقدونی‌ها راه را گم کردند. در این احوال تپورها اسب اسکندر که بوسیفال نام داشت را ربودند. اسکندر چون این اسب را خیلی دوست می‌داشت در خشم فرورفت جارچی فرستاده، تهدید کرد که اگر اسب او را پس ندهند به احدی امان نخواهد داد. پس از این تپورها اسب را به او رد کردند با وجود این اسکندر امر کرد درختان را بیندازند از کوه خاک آورده روی جوانه‌ها و شاخ و برگ‌ها بریزند. مقدونی‌ها به اجرایی امر اسکندر پرداختند و تپورها چون دیدند استحکامات آن‌ها بدین ترتیب خراب خواهد شد فرستاده‌ای فرستادند و تمکین کردند. پس از آن اسکندر فرادات را حاکم آن‌ها قرار داده و به اردوی خود برگشت.
فرادات حاکم تپورهای بخش شمالی تپورستان (دشت و هامون) بوده که با اسکندر مصالحه نمود و تپورهای بخش جنوبی تپورستان (کوهپایه و کوهستان) فرمانروای دیگری داشتند که حاضر به مصالحه با اسکندر نبودند و در نهایت فرادات بر سرزمین تپورهای کوهستان و آماردها دست یافت.

### نبرد آماردها با اسکندر
آریان می‌نویسد: اسکندر با هیپاسپیست‌ها و تیراندازان آگریانی و دسته‌های سنوس و آمین‌تاس و کمانداران سواره و نیمی از سواره نظام به ولایت ماردها رفته و اسرای زیاد گرفت و اکثر اشخاصی را که جنگ کرده بودند کشت. چون محل‌های این مردم سخت و به علاوه این ولایت فقیر است هیچ مرد جنگی قبل از اسکندر به اینجا نیامده بود. فاتح ناگهان از ولایت آن‌ها گذشت و قبل از اینکه متوجه شوند بر آن‌ها تاخت. این مردم به جاهای سخت کوه‌ها پناه بردند و اسکندر در آنجا هم بر ماردها فایق آمد و پیروز شد. ماردها فرستاده‌ای فرستادند و مطیع اسکندر گشتند. اسکندر ولایت ماردها را به به تپورستان که والی آن فرادات بود ضمیمه کرد.

### فرادات حاکم تپورها در عصر اسکندر
فرادات فرمانده قوم تپور در نبرد هخامنشیان و یونانیان و همچنین والی تپورستان در عهد خشیارشاه و اسکندر مقدونی می‌باشد.
به گزارش لوسیوس فلاویوس آریان گزنفون مورخ یونانی زمانی که اسکندر به ولایت هیرکانیا رفت قشون خود را سه قسمت کرد؛ قسمتی که از همه زیاد تر بود با خود به زادراکرات برد و قسمت دیگر را با کراتر به مملکت تپورها (تپورهای ساکن در هیرکانیا) برد و قسمت سوم را به سرداری اری گیوس مأمور بود که با بار و بنه و خارجی‌ها حرکت کند.
پس از اینکه اسکندر از معابر هیرکانیا گذشت وارد زادراکرات (ساری یا استراباد) شد در اینجا کراتر به او رسید. در این هنگام ارته باذ با سه پسر خود که نامشان سوفن و آریو برزن و ارسام بود نزد اسکندر آمد. فرادات فرمانده تپورها و نمایندگان یونانی‌های اجیر هم با این‌ها آمدند. اسکندر ارته باذ را به احترام پذیرفت و فرادات را فرمانده تپورها و والی تپورستان ابقا کرد.
پس از آنکه اسکندر وارد شهر آروس گردید و کراتر و اریگسوس را در اینجا یافت. آن‌ها فرادات حاکم تپورها را همراه آورده بودند. اسکندر این اسیر را خوب پذیرفت. پس از آن آن مناپیس را که در زمان اُخُس فرار کرده و به دربار فلیپ پناهنده شده بود والی هیرکانیا کرد و فرادات را به حکومت تپورستان ابقا داشت.

### شکل‌گیری ساتراپ تپوری در دوران اسکندر
اسکندر پس از دست یابی به سرزمین آمارد ولایت آمارد را به تپورستان که والی آن فرادات بود ضمیمه کرد.
نواحی شرقی کشور که شامل ایران و بخش‌هایی از آسیای میانه و هندوستان بودند و از چهارده ساتراپ نشین تشکیل می‌شدند:
1. پارس
2. پارتاکن
3. کرمان
4. ماد
5. تپوری (به ضمیمه آمارد)
6. پارت
7. هیرکانیا
8. باختر
9. هریوه (به ضمیمه درانگیانا)
10. گدروسیا (به ضمیمه کشور اوریتان)
11. آراخسیا
12. پاروپانیسادان
13. هندوستان این سوی سند
14. هندوستان آن سوی سند

### آماردها در عصر سلوکیان و اشکانیان
در دوران اسکندر مقدونی سرزمین آمارد به سرزمین تپور ضمیمه گشت.
تیرداد اشکانی دومین پادشاه اشکانی هیرکانیا و کومس و کناره‌های جنوبی دریای خزر که ممکلت اقوام تپوری بود را به تصرف خود درآورد و پایتخت خود را به شهر سلوکی صد دروازه در ناحیه کومس انتقال داد. تیرداد اشکانی در سال ۲۲۱ پ. م در گذشت و ارشک دوم به پادشاهی رسید و قلمروی پارتیان تا سال ۲۰۹ پ. م تا همدان در ماد می‌رسید. سرزمین تپوریه در زمان ارشک دوم مورد حمله آنتیوخوس سوم قرار گرفت. آنتیوخوس سوم در عین اینکه با پایداری سختی مواجه بود به سرزمین تپوریه در البرز تاخت و هیرکانیا را نیز به تصرف خود درآورد و با ارشک دوم پیمان یگانگی بست. در این دوره پادشاهی اشکانی با وجود اینکه با فتوحات سلوکیان محدود و کوچک شده بود ولی بر پا ماند. پس از آن نیز با تاخت و تازهای دولت یونانی بلخ بار دیگر قلمرو شاهنشاهی اشکانی کوچک‌تر شد. پس از مرگ ارشک دوم در سال ۱۹۱ پ. م فریاپت شاه شد و دو پسر به نام‌های فرهاد و مهرداد داشت که فرزند بزرگتر فرهاد شاه شد. در این دوره آنتیوخوس سوم در جنگ با روم شکست خورده بود و در دفاع از قلمروی خود ناتوان شده بود. فرهاد اول بر آماردیان و دیگر اقوام ساکن رشته کوه‌های البرز تاخت و سرزمین تپوریه و هیرکانیا و دیگر نواحی را به تصرف خود درآورد و مرز پارت را تا مغرب دربند خزر گشود و آماردیان را به شهر خاراکس (خوار) کوچ داد. پس از فرهاد قدرت به برادرش مهرداد یکم رسید. در این دوره سرزمین تپوریه مدتی تحت تسلط اوکراتید حاکم دولت یونانی بلخ درآمد ولی مهرداد یکم در سال ۱۶۰ پ. م سرزمین تپوریه را بار دیگر به تصرف خود درآورد. سرزمین تپوریه تا زمان بلاش یکم تحت سیطره اشکانیان باقی ماند ولی در زمان بلاش اول سرزمین تپوریه و دیگر نواحی جنوبی دریای خزر مورد حمله و تاخت و تاز آلان‌ها قرار گرفت و حتی آلان‌ها از جنوب دریای خزر و سرزمین تپوریه گذشته و به این طرف و آن طرف ارس در حال تاخت و تاز بودند ولی به نظر می‌رسد بلاش توانست کنترل سرزمین تپوریه را در دست بگیرد و بطوریکه در اواخر عهد اشکانیان خاندان گشنسب شاهان گرشاهی بر ولایت تپوریه حکم می‌راندند و حتی در دوران شاهنشاهی ساسانی قلمروی خود را تا گیلان توسعه دادند.

## نظریات مورخان امروزی
به اعتقاد دیاکونوف آماردها در نواحی کوهستانی شمال شرق می‌زیستند و در دو منطقه کناره‌های دریای خزر و سرزمین پارت سکونت داشتند. به گفته مجتبی مینوی قوم آمارد و قوم تپوری در سرزمین مازندران می‌زیستند و تپورها در ناحیه کوهستانی مازندران و آماردها در ناحیه جلگه‌ای مازندران سکونت داشتند. به اعتقاد حسن پیرنیا آماردها در محدوده آمل تا تنکابن می‌زیستند. به اعتقاد ابراهیم اصلاح عربانی آماردها در شمال ایران، به‌ویژه از رودبار تا آمل و در کرانهٔ سفیدرود، زندگی می‌کرده‌اند. به اعتقاد اعتمادالسلطنه نام مازندران را برگرفته از نام قوم مارد (مازد) می‌باشد. آماردها، مردمی جنگجو و خودپا بوده‌اند.
آماردها، به گفتهٔ ریچارد فرای، آملی کورت و کریستوفر برونر، ایرانی بوده‌اند. ادوین نوریس مردم‌شناس و زبان‌شناس بریتانیایی آماردها را با داهان و سکاها مربوط دانسته و این تیره‌ها را مردمی می‌داند که از یک ریشه و اساس بوده و به زبان‌های شبیه به هم گویش می‌کردند که احتمالاً با زبان سکایی متفق بوده است. اسکندر مقدونی پس از دست‌یابی به سرزمین آمارد ولایت آمارد را به تپورستان که والی آن فرادات فرمانده قوم تپور بود ضمیمه کرد. آماردها (یا مردی‌ها) که در نواحی اطراف آمل می‌زیستند با تپور‌هایی که از پارت کوچانده شده بودند، آمیخته شدند. نام شهر امروزی آمل به زندگی آنان در آن گستره برمی‌گردد. همچنین آن که دو آمل، یکی در مازندران و دیگری در گسترهٔ آمودریا، در آمل خراسان (زم) جای داشته‌اند.
در دوران اشکانیان، فرهاد اول پادشاه اشکانی در حدود سال ۱۷۶ ق. م آماردها را تحت انقیاد خود درآورد و آنان را به خاراکس (گرمسار) کوچانید و تیره‌ای از تپورها را در خاک آمارد کوچانید و تپورها در نواحی باختری جایگزین آماردها گشتند. ایزیدور خاراکسی مورخ یونانی ذکر می‌کند که آماردها در زمان فرهاد اول به منطقه خاراکس کوچانده شدند.
نام‌های «آمل» و «آمودریا»، از آماردها گرفته شده‌اند. یونانی‌ها از زمان سفر اکتشافی پاتروکلس (سردار سلوکی) به رودخانه سفیدرود، «آماردوس» می‌گفتند. زمانی آماردها با اسکندر مقدونی جنگیدند، و زمانی به‌دست فرهاد یکم، به سوی قفقاز پارس و آذربایجان کوچانده شدند. از بازمانده‌های برجستهٔ تاریخی ایران که با مردم آمارد پیوند دارند، تپهٔ مارلیک و تخته‌سنگ‌های هرازرود هستند. هنر پیشرفتهٔ سفالگری و زرگری آماردها را در آن‌جا می‌توان دید. ویکتور لانگوا که نوشته مورخان ارمنی را جمع کرده است می‌گوید: مادی‌ها را به زبان ارمنی مار می‌گفتند.
یحیی ذکا، در کتاب «کاروند کسروی»، آورده است:
اما «آماردان» یا «ماردان»، در زمان لشکرکشی اسکندر مقدونی به ایران، این تیره در مازندران نشیمن می‌داشتند، و آن هنگام هنوز «تپوران» به آنجا نیامده بودند؛ ولی سپس، چنان‌که از گفته‌های استرابو پیداست، در آذربایجان و ارمنستان و پارس و دیگر جاها پراکنده شده‌اند.
ایگور دیاکونوف، نام مردم آمارد را «آمِرد» یا «آماردوس» می‌آورد، و می‌گوید گستره‌ای کوهستانی در جنوب شرقی ارس و بخش‌های نزدیک سفیدرود، که به‌دست کادوسیان و کاسپیان بوده است، فرمانبردار ماد نشده و بخشی از سرزمین آنان نبوده‌اند.
ابراهیم پورداوود نوشته است:
آمیانوس Ammianus در حدود سال ۳۶۰ میلادی کتاب خود را نوشت: وی و چند تن دیگر در طی جغرافیا و تاریخ روزگار هخامنشی و اسکندر و سلوکیه و اشکانیان و ساسانیان از قومی به نام مردوی Mardoi یا آمردی Amardoi یاد می‌کنند که در سواحل دریای خزر می‌زیستند و تیره‌ای از همین مردم در آسیای مرکزی، نزدیکی مرو رود جیحون (آمویه) بسر می‌بردند.

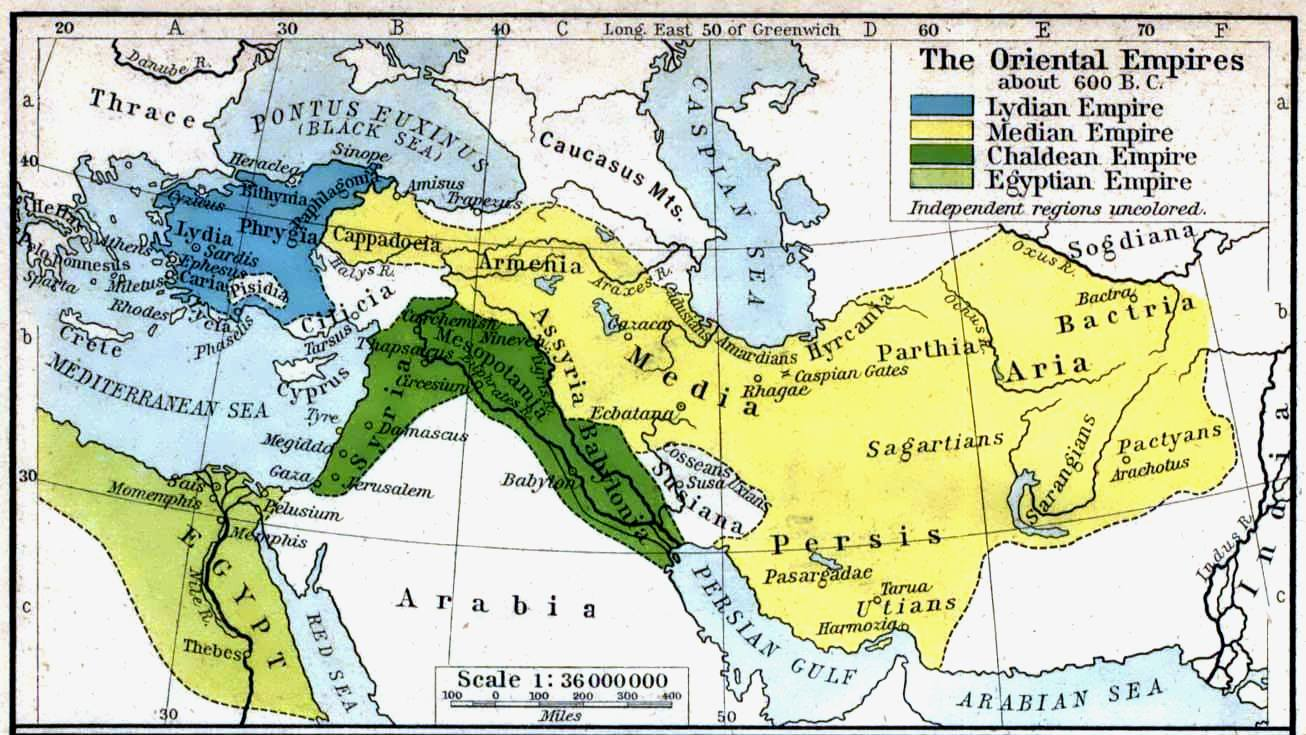
آماردها در زمان امپراتوری ماد.
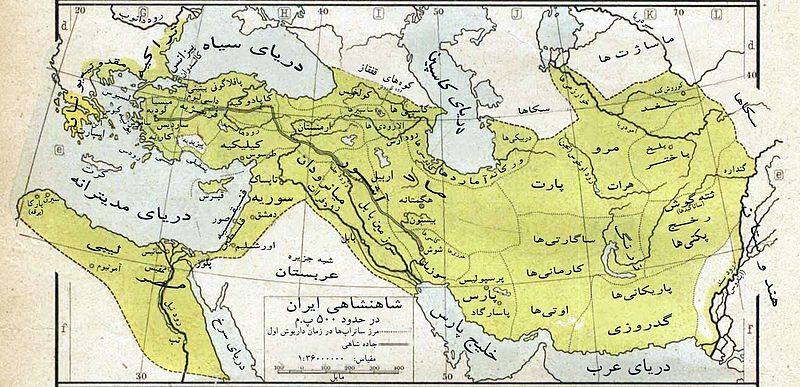
آماردها در زمان امپراتوری هخامنشیان.

در نبرد گوگمل، در گرداگرد داریوش سوم و همهٔ خانواده و بزرگزادگان هخامنشی او، جنگاوران هندی، کاری، آناپاست (Anapast) و آماردی بودند. نیروی جنگندگی آماردها همچنین در نبرد ترموپیل و دیگر نبردها با ساردها یا نیروهای بابلدیده می‌شود.
اسکندر مقدونی به سرزمین آماردها لشکر کشید و بر آماردها پیروز شد و آنان را تحت فرمان ساتراپ تپورها به نام فرادات قرار داد. آماردها و تپورها بعدها جز ساتراپ پارت درآمدند. فرهاداول پادشاه اشکانی در حدود سال ۱۷۶ پ. م آماردها را تحت انقیاد خود درآورد و آنان را به خاراکس (گرمسار) در ری کوچانید.
به نوشتهٔ کریستوفر برونر، آماردها، تا دوران فرهاد یکم اشکانی، در گسترهٔ آمل مازندران می‌زیستند؛ و آن‌که فرهاد یکم، بخشی از این مردم را می‌کوچاند به گسترهٔ دربند در قفقاز، و بازماندگان آنان آمیخته می‌شوند با دسته‌ای از تپور که از پارته (Parthyene) کوچانده شده بودند به بخش‌های میانی جنوب دریای کاسپین (مازندران کنونی)—و مردم مازندران (تپورستان) را تشکیل می‌دهند.
ژرژ راولینسون نیز می‌پردازد به یورش فرهاد یکم به گسترهٔ آماردها در مازندران امروزی و بخش‌های شرقی البرز، و همچنین به برونکرد و کوچ ناگزیر آماردها به‌دست او.
در کتاب «تاریخ طبرستان»، با یادکرد از یک دانشنامه از کتابخانهٔ دانش همگانی (Library of General Knowledge)، چاپ ۱۸۸۲ میلادی، آمده است:
قسطنطین چهارم در ۶۸۶ میلادی سده هفتم دوازده هزار از مردی‌ها را، که قبیله‌ای جنگجو و ایرانی نژاد بودند و در بخش‌های شمالی دریای خزر می‌زیستند، برای سد و جلوگیری تاختن‌های مسلمانان به سرزمین لبنان کوچانید.

## نگارخانه

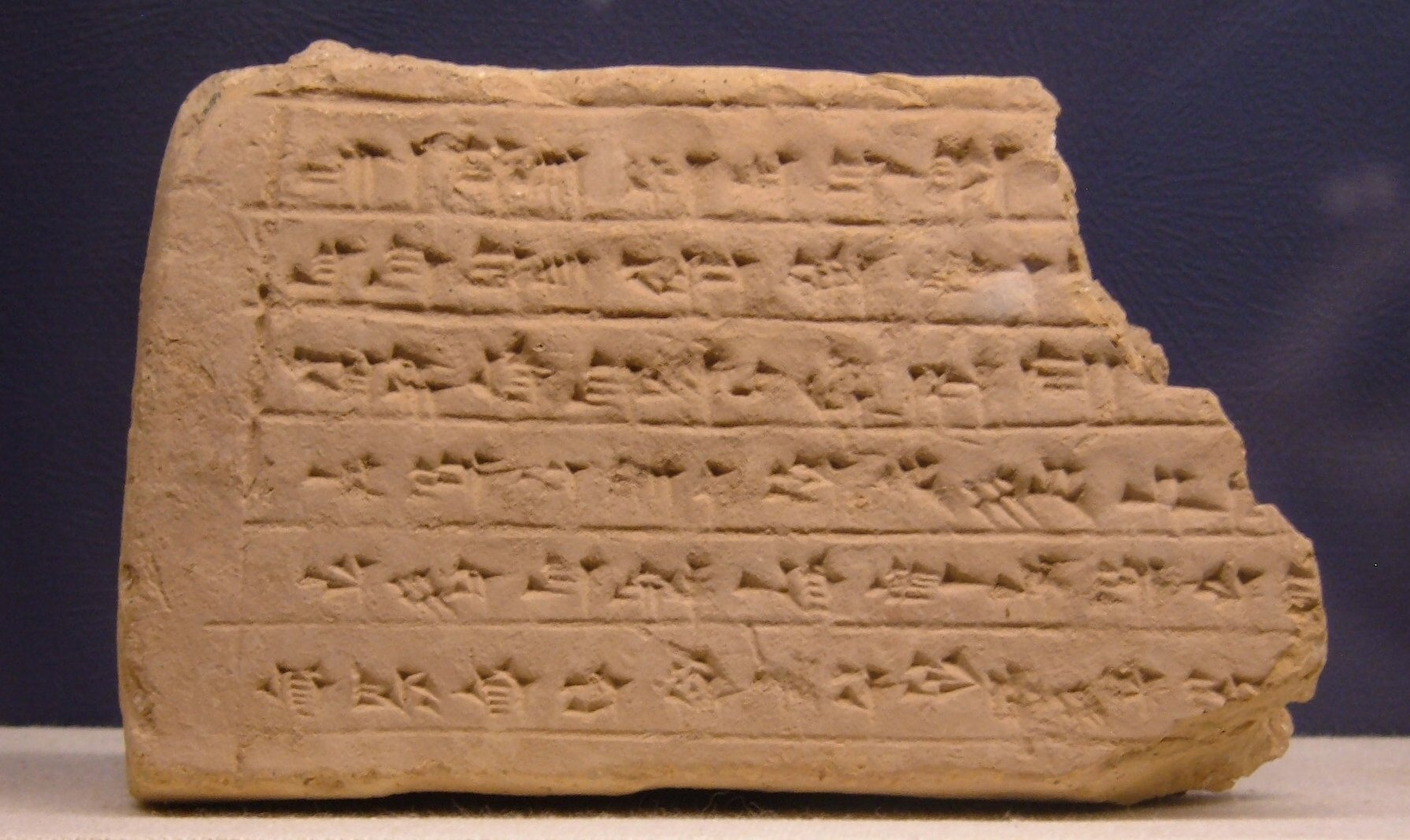
یک سنگ‌نوشته به خط میخی ایلامی از مارلیک، به‌جامانده از ۱۰۰۰ سال پ.م. موزهٔ مصری رزکراس، سن خوزه، کالیفرنیا.
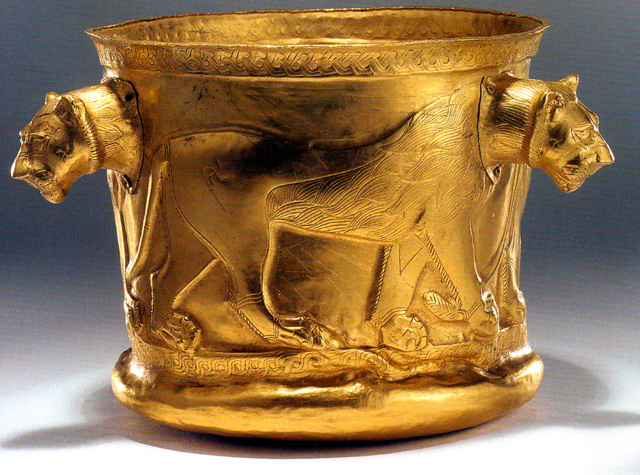
جام زرین دوشیر، از یادمان‌های آماردها در کلاردشت، مازندران. موزه ایران باستان.
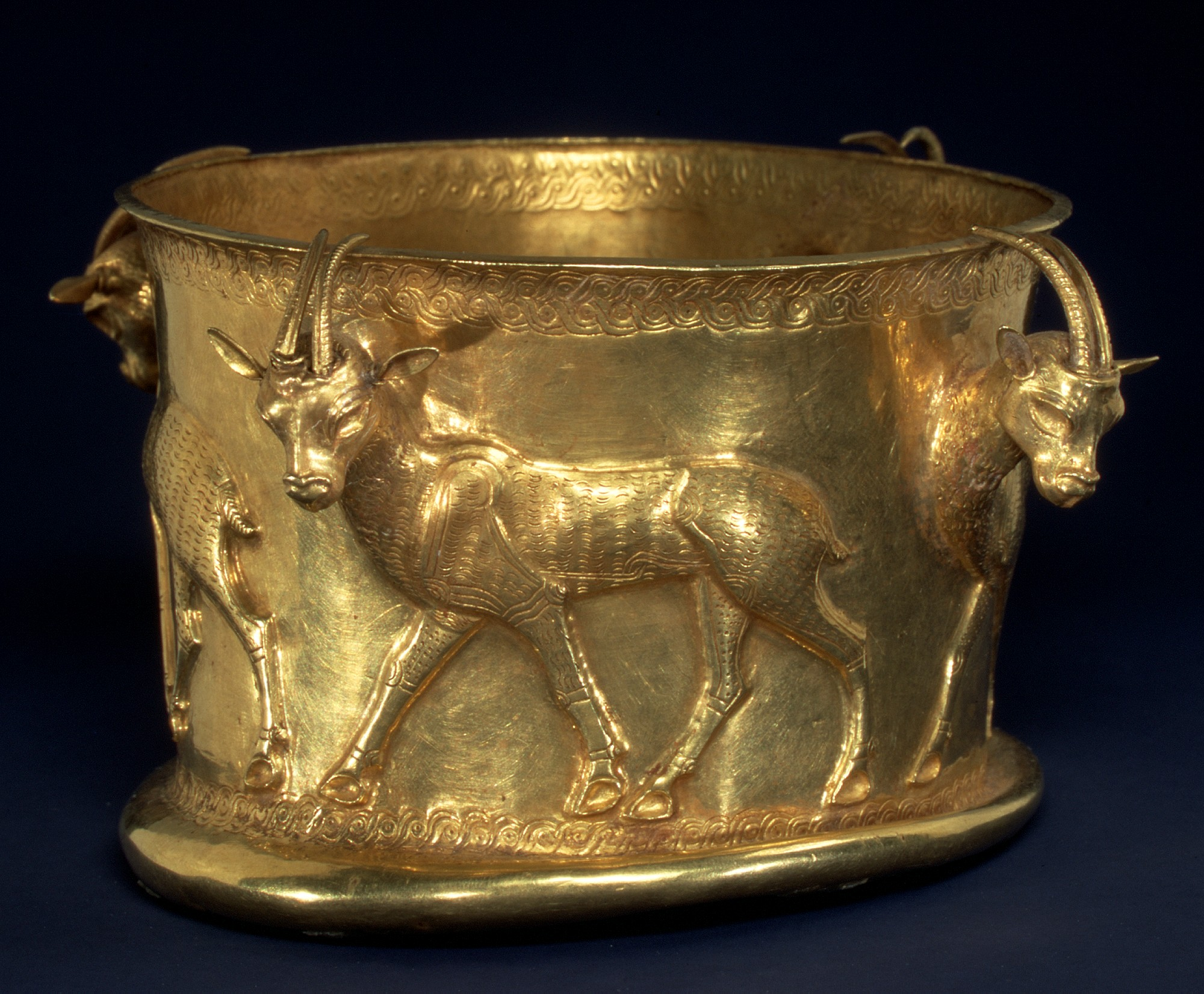
جام زرین آهوها از مارلیک. موزه هنر متروپولیتن، نیویورک.
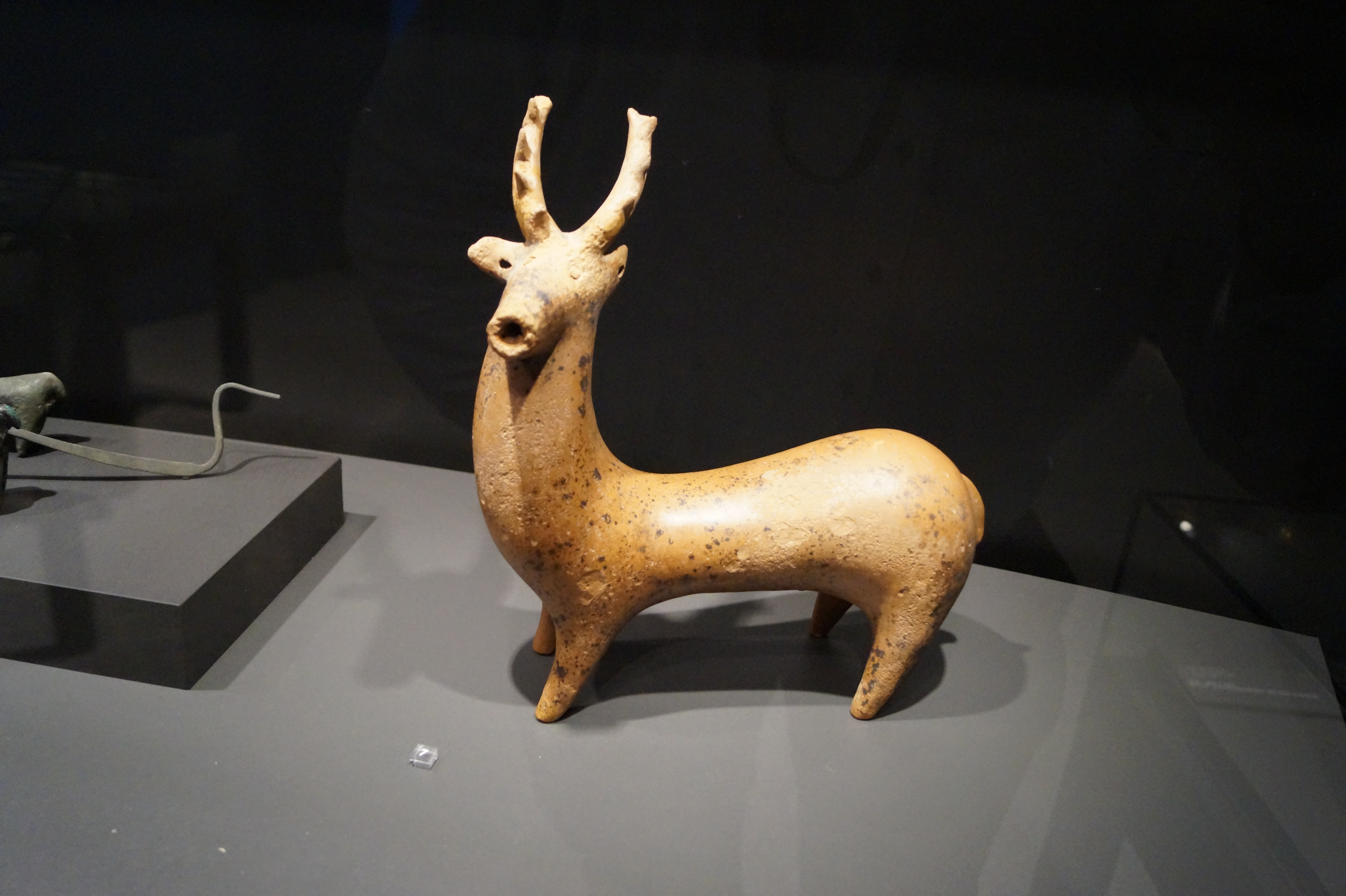
تکوک گوزن از مارلیک. سالن هنر و نمایش جمهوری فدرال آلمان.
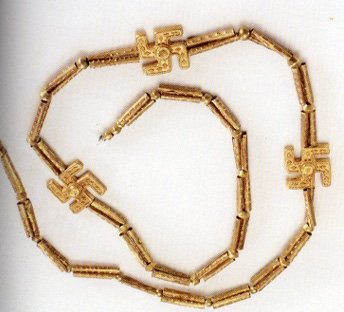
گردنبند زرین سه سواستیکا از مارلیک. موزهٔ ملی ایران، تهران.